# Наркомания
Наркома́ния (от др.-греч. νάρκη — «оцепенение», «сон» и μανία — «безумие», «страсть», «влечение») — состояние, характеризующееся патологическим влечением к употреблению наркотических веществ, сопровождающееся психическими, а иногда и соматическими расстройствами.
Для обозначения зависимости от веществ, которые законом не отнесены к наркотическим средствам, используется термин «токсикомания».
Термин «наркомания» является малоупотребительным в мировой медицине. В Международной классификации болезней десятого пересмотра (МКБ-10) и Диагностическом и статистическом руководстве по психическим расстройствам данный термин не используется. В адаптированной для использования в России версии МКБ-10 наркомания входит в диагноз «синдром зависимости», а острая интоксикация (опьянение) при наркомании — в «острая интоксикация».

## Наркологическая классификация и диагноз
В случаях, если удаётся определить зависимость от психоактивных веществ, включённых в государственный «Перечень наркотических средств, психотропных веществ и их прекурсоров», при постановке диагноза блоке F11—F19 класса V (психических расстройств) используется дополнительная русская буква «Н», например для код F19.71Н для полинаркомании с расстройством личности и поведения, связанным с употреблением нескольких или других психоактивных веществ. Согласно адаптированной версии классификации, к наркоманиям относится зависимость от опиоидов (F11), каннабиноидов (F12) и кокаина (F14), поэтому в случае этих диагнозов буква «Н» в конце кода не обязательна к проставлению. Реабилитация лиц, страдающих наркоманией, кодируется как Z50.3.

## Этапы развития
Для наркотической зависимости характерно фазное течение с наличием в своей структуре нескольких поэтапно формирующихся синдромов:
1. Эпизодическое употребление наркотиков.
2. Синдром изменённой реактивности.
3. Синдром психической зависимости.
4. Синдром физической зависимости, упомянутые три синдрома объединяются в общий наркотический синдром.
5. Синдром последствий хронической наркотизации.

## Характерные черты
Основным признаком наркомании является возникновение абстинентного синдрома, как следствия наличия физической зависимости от конкретного вещества.

## Зависимость
Наркотики могут вызывать физическую и психологическую зависимость в различной степени.
Непреодолимое влечение связано с психической (психологической), а иногда и физической (физиологической) зависимостью от наркотиков. Различают позитивную привязанность — приём наркотика для достижения приятного эффекта (эйфория, чувство бодрости, повышенное настроение) и негативную привязанность — приём наркотика для того, чтобы избавиться от напряжения и плохого самочувствия. Физическая зависимость означает тягостные, и даже мучительные ощущения, болезненное состояние при перерыве в постоянном приёме наркотиков (то есть абстинентный синдром, ломка). От этих ощущений временно избавляет возобновление приёма наркотиков.
Предрасположенность к формированию зависимости может иметь генетическую природу, связанную с наследованием структурных особенностей мозга.

## Наркотические вещества

Диаграмма, иллюстрирующая зависимость от психоактивных веществ

Список веществ, способных вызвать наркоманию, очень велик и расширяется по мере синтеза новых средств.
Наиболее распространёнными видами наркомании являются токсикомания (употребление лекарственных препаратов, не рассматриваемых в качестве наркотиков, химических и растительных веществ), алкоголизм (пристрастие к напиткам, содержащим этиловый спирт), табакокурение (пристрастие к никотину) и употребление препаратов конопли (гашиш, марихуана).
Также распространено употребление психоактивных веществ алкалоидов мака (опиум, морфин, героин), коки (кокаин) и многих других, включая современные синтезированные наркотики, например мефедрон, ЛСД, амфетамины и экстази.

## Наркомания и общество

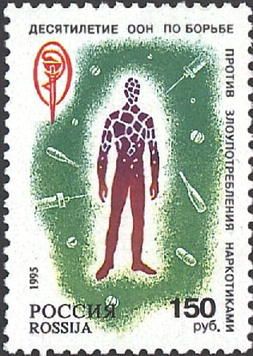
Почтовая марка 1995 год. Десятилетие ООН по борьбе против злоупотребления наркотиками.

С точки зрения социологии наркомания является одной из форм девиантного поведения, то есть поведения, отклоняющегося от общепринятых норм. Один из важных факторов, побуждающих людей, склонных к девиантному поведению, начать принимать наркотики — стремление к «незаконным удовольствиям». Другие причины, чаще всего, — любопытство и желание пережить опыт, который дают наркотики.
Среди причин возникновения и развития наркомании чаще всего называют[кто?] особенности характера, психические и физические расстройства, влияние различных социальных факторов. Нередки также случаи возникновения наркомании среди больных, вынужденных длительное время принимать наркотические вещества в медицинских целях. Многие лекарственные средства, применяемые в официальной медицине (в основном снотворные, транквилизаторы и наркотические анальгетики), могут вызывать тяжёлые виды наркотической зависимости, что является серьёзным осложнением при их применении.
В некоторых странах употребление психоактивных веществ связано с определёнными религиозными и культурными обычаями (употребление алкоголя, жевание индейцами листьев коки, курение гашиша в некоторых восточных странах). В Европе и Америке начало последнего подъёма уровня наркомании пришлось на 1960-е. Именно с этого времени данное явление стало серьёзным общественным вопросом.
Употребление наркотиков зависит как от общепринятых представлений о наркомании, так и, в большей степени, от групповых представлений «инсайдеров». В некоторых таких группах наркомания представляется как вид слабости и связывается с психическими заболеваниями, что способствует переходу индивидов от регулярного к нерегулярному употреблению наркотиков.
В России вопрос наркомании привлекает внимание различных общественных и религиозных обществ, включая РПЦ.

## Распространение в мире

### США
см. Drugs in the United States
Потребление наркотиков в США, в частности, опиума, марихуаны и алкоголя, имеет давнюю историю с неоднократными попытками запретов. Из этого ряда наркотиков марихуана наиболее «молода»: практика употребления марихуаны распространилась в США в начале XX века и была привнесена, предположительно, иммигрантами из Мексики. 

1950-е: злоупотребление амфетамином среди японских подростков, начавшееся в 50-х годах (они получали его от американских военных, которым его выдавали как военное средство), оказалось началом «эпидемии подростковых наркоманий» второй половины XX столетия и перекинулась в США. 

1960-е: см. Война с наркотиками#История, Хиппи#хиппи и наркотики. Вьетнамская война способствовала к резкому росту количества наркоманов в стране.  

1970-е: в 70-х годах злоупотребление амфетамином среди подростков в западных странах пошло на убыль, его сменили марихуана, героин, галлюциногены и ингалянты. Опрос Gallup в 1977 году показывал, что 25 % жителей хоть раз пробовали марихуану и около 10 % — кокаин. С 1978 по 1984 год потребление кокаина в США увеличилось с 19–25 тонн в год до 71–137 тонн (основные поставки шли из Колумбии (Медельинский картель), Перу и Боливии).  

1980-е:  в конце 70-х был создан и к середине 80-х в продажу поступил крэк (Crack) — более дешёвая версия кокаина, предназначенная для курения; в конце XX века он получил широкое распространение в США и странах Латинской Америки. Также вошел в моду спидбол (Speedball) — смесь крэка и героина, самая опасная форма распространяемого кокаина. 

1990-е: начиная с 90-х годов синтетический мет/айс (ice, кристаллический метамфетамин) в большом количестве «хлынул» на улицы городов США.
В настоящее время около 60 % контрабанды наркотиков в США контролирует мексиканский наркокартель «Синалоа»; основная масса кокаина доставляется морским путем (при этом спецслужбы США  в состоянии перехватывать лишь от десяти до тридцати процентов оборота героина и кокаина).
Средняя цена дозы героина в США постоянно падает, а не растёт (она снизилась с начала 1980-х годов на 93 %). Доля потребителей наркотиков с 2000 года по начало 2020-х выросла. В 2015 г. зафиксирован рекорд смертей от передозировки наркотиков (33 тыс. человек); в 2017 году уже около 50 тыс. американцев умерли от передозировки, что примерно в пять раз больше, чем в 2000 году. 

В начале 2018 года наркологи установили, что главным убийцей американских наркозависимых в последнее десятилетие является фентанил и другие синтетические опиоиды, распространившиеся на территории США: на долю синтетических опиоидов приходится более половины смертей наркоманов в США, что также связано и с мощным действием препарата, вызывающего передозировку при крайне малых дозах.
В 2021 году в США от передозировки фентанила погибло около 70 тыс. человек; в 2022 г. эта цифра выросла до 80 тыс. человек; в 2023 г. может перевалить за 100 тысяч. Несмотря на высокий риск передозировки, фентанил пользуется большим спросом у наркозависимых из-за относительной дешевизны.
- Управление по борьбе с наркотиками (Drug Enforcement Administration, DEA) — агентство в составе Министерства юстиции США, занимающееся борьбой с наркоторговлей; создано в 1973 году.

### Россия
В документах UNODC (ООН) указывается, что Россия, по-видимому, является крупнейшим рынком героина в Европе. Общее число лиц, употребляющих наркотические вещества, составляет от 3 до 4 млн, треть из которых — лица, злоупотребляющие героином. В России, по данным официальной статистики, на 2009 год 503 тысячи человек состоят на диспансерном учёте, а действительное количество наркоманов оценивается в 2—2,5 млн.
По сообщению Федеральной службы по контролю за оборотом наркотиков, каждый день в России от употребления наркотиков умирает 80 человек, более 250 человек становятся наркозависимыми.
При этом в России велика роль правоохранительных органов в борьбе с наркоманией — они перехватывают до 40 % поступающего в страну героина. Ежесуточно в стране изымается не менее 10 кг героина, что составляет, по некоторым оценкам, ежедневную инъекционную норму более чем для нескольких миллионов наркопотребителей.
В марте 2019 года Министерство внутренних дел России предложило не допускать наркозависимых людей до работы на опасных производствах, а также лишать их права управления транспортными средствами.

### Украина
Наиболее распространёнными в среде украинской молодёжи являются каннабиноиды растительного происхождения, получаемые из конопли. 
Наркотики на Украине употребляют около 9 % молодёжи в возрасте от 15 до 34 лет. Примерно 50 % респондентов считают, что наркотические препараты приобрести на Украине несложно, 70 % молодёжи свидетельствуют, что очень просто купить гашиш и марихуану, 25 % — героин, 38 % — экстази. Из-за относительно лёгкого приобретения наркотиков первое их употребление у 32 % наркоманов происходит в возрасте от 12 до 16 лет.
Как следствие, наркомания и табакокурение состоянием на 2004 год приобрели массовый характер среди украинской молодёжи, а 90 % украинских наркоманов не достигли 30 лет.
В 2010 году Кабинет министров Украины утвердил комплексный план по выполнению «Концепции реализации государственной политики в сфере противодействия распространению наркомании, борьбы с незаконным обращением наркотических средств, психотропных веществ и прекурсоров на 2011—2015 годы».

## ООН о наркомании
В 1987 году Генеральная Ассамблея ООН провозгласила 26 июня Международным днём борьбы со злоупотреблением наркотическими средствами и их незаконным оборотом.
2005
В начале 2005 года Управление ООН по наркотикам и преступности (UNODC) выпустило очередной «Всемирный доклад о наркотиках», охватывающий период с 2000 по 2004.
Согласно документу ООН, наиболее широко употребляемым наркотическим веществом является каннабис (почти 150 млн потребителей), за которым следуют стимуляторы амфетаминового ряда (приблизительно 30 млн — главным образом метамфетамин и амфетамин, а 8 млн — экстази). Немногим более 13 млн человек употребляют кокаин и 15 млн — опиаты (героин, морфин, опиум, синтетические опиаты), в том числе приблизительно 10 млн человек употребляют героин.
При этом отмечается резкий рост популярности так называемых «лёгких наркотиков» — особенно марихуаны, самого распространённого в мире незаконного наркотика. За последнее десятилетие высокие темпы роста злоупотреблений также отмечены в отношении стимуляторов амфетаминового ряда (главным образом экстази в Европе и метамфетамина в США), и, в меньшей степени, кокаина и опиатов.

### Прогноз развития ситуации
По мнению специалистов ООН, развитие обстановки на рынке наркотиков полностью зависит от положения в Афганистане, где сосредоточены основные посевы опийного мака и где в последние годы производилось три четверти мирового объёма незаконного опия.
При этом уже четвёртый год сохраняются общая стабилизация и сокращение посевов коки (в Колумбии, Перу и Боливии) и производства кокаина. Продолжает деятельно работать рынок каннабиса. Его потребление растёт в Южной Америке, Западной и Восточной Европе, а также Африке.

## Борьба с наркоманией
Борьба с наркоманией ведётся, в первую очередь, на законодательном уровне: практически во всех странах предусмотрены жёсткие уголовные санкции за производство, перевозку и распространение ряда наркотических средств. Некоторое значение имеют меры устрашения наркоманов. Одной из причин осложнения или пробуждения заболевания может стать даже одно слово, сказанное в определённых условиях. Поэтому большинство властей склоняются к мнению, что гораздо действеннее (хотя и намного труднее) обеспечить профилактическое устрашение, влияющее на сомневающихся. Особенно это касается главной группы риска — молодёжи.

### Экспертиза
Для определения зависимости от наркотиков проводят иммунохроматографический анализ.
В России, согласно приказу Минздравсоцразвития России № 40 от 27.01.2006 г. «Об организации проведения химико-токсикологических исследований при аналитической диагностике наличия в организме человека алкоголя, наркотических средств, психотропных и других токсических веществ», к достоверным методам, подтверждающим наличие наркотического опьянения, относится хроматография, иммуноферментный анализ и хромато-масс-спектрометрия. Все прочие методы не могут быть использованы для подтверждения факта наркотического опьянения, а их использование в экспертизе живых лиц не имеет юридической силы и является незаконным.
Вегетативно-резонансное тестирование (вегето-резонансный тест, метод Фолля или электропунктура, например приборами Имедис и Лира-100) ненаучно и не позволяют обнаружить наркотики, хотя в России имеются попытки их применения, вероятно, в мошеннических или коррупционных целях и признано в США мошенничеством, за его использование грозит уголовное наказание.

### Провал политики репрессий
Глобальная комиссия по вопросам наркополитики в 2011 году констатировала неудачу «войны с наркотиками» (англ. War on drugs), путём репрессий против потребителей:

Несмотря на огромные затраты средств на уголовные преследования и репрессивные меры в отношении производителей наркотиков, наркоторговцев и потребителей запрещённых наркотических средств, сейчас уже очевидно, что реально сократить предложение или потребление наркотиков не удалось. Любая якобы одержанная победа над одним источником поступления наркотиков или над одной распространяющей их организацией почти мгновенно аннулируется появлением других источников и торговцев. Репрессии в отношении потребителей мешают проводить мероприятия по охране здоровья, направленные на снижение распространения ВИЧ/СПИДа, числа передозировок со смертельным исходом и других вредных последствий употребления наркотиков. Государство расходует деньги на реализацию бесполезных стратегий по сокращению предложения наркотиков и на содержание людей в местах лишения свободы, вместо того чтобы вкладывать средства в экономически эффективные и научно обоснованные меры по снижению спроса на наркотики и наносимого ими вреда.— Доклад Глобальной комиссии по вопросам наркополитики
В связи с чем Комиссия рекомендовала:
- Вместо уголовного преследования и наказания людей, употребляющих наркотики, предложить медико-профилактическую помощь и лечение.
- Поощрять внедрение государствами моделей правового медицинского регулирования оборота некоторых наркотиков (например, каннабиса) с целью подорвать могущество организованной преступности и защитить здоровье и безопасность граждан.
- Разоблачать, а не укреплять распространённые заблуждения относительно наркорынков, наркоэпидемии и наркозависимости.
- Страны, которые продолжают вкладывать средства главным образом в силовые методы (вопреки фактам), должны сосредоточить репрессивные меры на борьбе с насильственными преступлениями организованных криминальных структур и крупных наркоторговцев, чтобы снизить ущерб, наносимый обществу незаконным рынком наркотиков.

### В России
Законами РФ наркомания определяется как: «заболевание, обусловленное зависимостью от наркотических средств или психотропных веществ, включённых в Перечень наркотических средств, психотропных веществ и их прекурсоров, подлежащих контролю в Российской Федерации». Соответственно, патологическую зависимость от алкоголя, табака или кофеина юридически не причисляют к наркомании, хотя и они, по ряду критериев, относятся к наркотическим веществам. Медицина рассматривает зависимость от этих веществ как наркотическую.

### Лечение (медицинские аспекты)
Лечение тяжёлых форм наркомании (например, пристрастия к героину) в большинстве случаев не приводит к успеху. Наибольшую сложность в лечении наркомании представляет группа лиц, страдающих от наркотической зависимости от препаратов «опийной группы»: морфин, героин, дезоморфин и других препаратов с похожим фармакологическим действием. Период абстиненции у таких больных может длиться от 21 до 40 дней, что объясняется сильной физической зависимостью, вызываемой препаратами опийной группы. Применяемые в специализированных клиниках методики действенны лишь в случае активной позиции самого больного. Но и в таких случаях после выздоровления нередки рецидивы, которые провоцируют различные факторы. Поэтому проекты принудительного лечения наркомании весьма сомнительны.

#### Психотерапия при лечении людей с химической зависимостью
Объединение усилий психологии, медицины, социологии дают хорошие результаты в лечении наркомании. Программа выздоровления от наркомании направлена на помощь людям в физической, психологической, духовной и социальной сферах. Обязательным условием в психотерапии наркомании является работа с корнями зависимости.
Эффективным методом лечения наркомании, снижающим употребление ПАВ и предупреждающим рецидивы, считается когнитивно-поведенческая терапия. Этот метод помогает людям, страдающим химической зависимостью, осознавать ситуации, в которых они чаще всего употребляют наркотики, избегать подобных ситуаций в случаях, когда это необходимо, и преодолевать более эффективно ряд проблем и проблемных форм поведения, связанных со злоупотреблением ПАВ. Когнитивно-поведенческая терапия стимулирует сотрудничество и активность; выявляет и изменяет убеждения, способствующие обострению патологического влечения; обучает пациентов применять умения, а не только силу воли для воздержания от наркотиков; помогает пациентам изменять их отношение к самим себе, своей жизни и своему будущему.